# いいかげん馬鹿
『いいかげん馬鹿』（いいかげんばか）は、1964年に松竹が制作、公開した山田洋次監督の映画。「馬鹿シリーズ」の第二弾。

## ストーリー
瀬戸内の小さな島の漁村。捨て子として漁師の源太に育てられた安吉は暴れ者。しかし、都会から疎開してきた可愛い少女の弓子には親切だった。ある時、弓子を危ない目に合わせたため、安吉は源太から折檻され、島を出る。10年ぶりに帰ってくると、弓子は美しい娘になっていた。安吉は島で何度も騒動を巻き起こし、その度に、呆れながらも弓子は安吉を心配する。そんなある時、安吉が案内してきた釣客を見て、弓子はそれが有名な小説家だと気付き、村長に告げると…。

## スタッフ
- 監督：山田洋次
- 製作：脇田茂
- 脚本：山田洋次、熊谷勲、大嶺俊順
- 撮影：高羽哲夫
- 美術：浜田辰雄
- 音楽：池田正義
- 照明：戸井田康國
- 編集：浦岡敬一
- 録音：松本隆司
- 調音：吉田庄太郎
- 装置：清水勝太郎
- 助監督：熊谷勲
- 渉外事務：池田義徳
- 進行：峰順一

## キャスト
- 海野安吉：ハナ肇
- 水上弓子：岩下志麻
- 海野源太：花沢徳衛
- 鮫島巡査と父親（巡査）二役：犬塚弘
- 舟山和彦（作家先生）：松村達雄（東京映画）
- 龍王丸（新村長）： 石黒達也
- 海神丸（村長）：殿山泰司
- 友子（弓子の幼馴染）：水科慶子
- 海野茂平：桑山正一
- 弓子の母：織賀邦江
- 舟山の連れの男：穂積隆信
- サリー松丘（ダンサー）：関千恵子
- 偽人事課長：石井均
- 蟹屋の主人：谷晃（東宝）
- ぽん太：櫻京美
- 武智豊子
- 留吉：林家珍平
- 観光客の男：丘寵児
- バンドマスター：桂米丸
- 浩：荘司肇（俳優座）
- 山本幸栄
- 田中晋二
- 川村禾門
- なべ・おさみ
- 柳沢譲二（ひまわり）
- 久保一美（若草）
- 水島光代
- 土紀洋児
- 大杉莞児
- 光映子
- 香西謙一郎
- 南川亜紀
- エム・イー・ライフ
- 城戸卓
- 高畑喜三
- 水木涼子
- 比嘉照子
- 小野寺恵子
- 小泉弘徳
- 荒木正邦
- 栗原嘉明
- 中西倭文子
- 片山すみ子
- 村上記代
- 後藤泰子
- 朝海日出男
- 戸川美子
- 堀真奈美
- 川村直巳
- 秩父晴子
- 園田健二
- 坂田芳雄
- 松川里恵
- 山本悦子
- 鈴木千恵子
- 鬼笑介

## その他
ラスト近くで流れる歌は、田端義夫「島育ち」（昭和37年）。